# Roman Vlasov
Pour les articles homonymes, voir Vlassov.
Roman Vlasov (en russe : Рома́н Андре́евич Вла́сов, Roman Andreïevitch Vlassov ; né le 6 octobre 1990 à Novossibirsk) est un lutteur russe.

## Palmarès

### Jeux olympiques
- Jeux olympiques d'été de 2016 à Rio de Janeiro :
  -  médaille d'or en moins de 75 kg
- Jeux olympiques d'été de 2012 à Londres :
  -  médaille d'or en moins de 74 kg

### Championnats du monde
- Médaille d'or en catégorie des moins de 75 kg aux Championnats du monde de lutte 2015 à Las Vegas
- Médaille d'or en catégorie des moins de 74 kg aux Championnats du monde de lutte 2011 à Istanbul
- Médaille d'argent en catégorie des moins de 74 kg aux Championnats du monde de lutte 2013 à Budapest

### Championnats d'Europe
- Médaille d'or en catégorie des moins de 77 kg en 2018 à Kaspiisk
- Médaille d'or en catégorie des moins de 74 kg en 2013 à Tbilissi
- Médaille d'or en catégorie des moins de 74 kg aux Championnats d'Europe de lutte 2012 à Belgrade
- Médaille de bronze en catégorie des moins de 74 kg aux Championnats d'Europe de lutte 2011 à Dortmund

### Universiade
- Médaille d'or en catégorie des moins de 74 kg en 2013 à Kazan